# Уж (Кот-д’Ор)
Уж (фр. Ouges) — коммуна во Франции, находится в регионе Бургундия. Департамент коммуны — Кот-д’Ор. Входит в состав кантона Шенов. Округ коммуны — Дижон.
Код INSEE коммуны — 21473.

## Население
Население коммуны на 2010 год составляло 1166 человек.
| 1962 | 1968 | 1975 | 1982 | 1990 | 1999 | 2010 |
| ---- | ---- | ---- | ---- | ---- | ---- | ---- |
| 1157 | 1138 | 1028 | 797  | 965  | 1043 | 1166 |

## Экономика
В 2010 году среди 852 человек трудоспособного возраста (15—64 лет) 636 были экономически активными, 216 — неактивными (показатель активности — 74,6 %, в 1999 году было 76,1 %). Из 636 активных жителей работали 610 человек (360 мужчин и 250 женщин), безработных было 26 (7 мужчин и 19 женщин). Среди 216 неактивных 133 человека были учениками или студентами, 61 — пенсионерами, 22 были неактивными по другим причинам.